# Шпаценеггер, Ганс
Ганс Шпаценеггер (нем. Hans Spatzenegger; 1 марта 1900, Лауфен, Германская империя — 27 мая 1947, Ландсбергская тюрьма) — гауптшарфюрер СС, командофюрер в карьере Винер Грабен, принадлежащий концлагерю Маутхаузен и осуждённый военный преступник.

## Биография
Ганс (в некоторых источниках Иоганн) Шпаценеггер родился 1 марта 1900 года в Баварии. По профессии был слесарем. В мае 1931 года вступил в НСДАП (билет № 519352). В начале 1932 года был зачислен в ряды СС (№ 22057). В 1933 году поступил на службу в охрану концлагеря Дахау. 1 апреля 1938 года ему было присвоено звание гауптшарфюрера СС. Осенью 1938 года был переведён в концлагерь Маутхаузен, где вскоре занял должность коммандофюрера в карьере Винер Грабен. Во всем лагере Шпаценеггера боялись из-за его жестокости. Он устраивал «показательную порку» заключенных кнутом, натравливал собак на заключенных, которые разрывали их на части, и неоднократно загонял заключенных на электрическую проволоку. 6 и 7 сентября 1944 года участвовал в казни 47 пленных парашютистов войск союзников.
В начале мая 1945 года вместе с начальником крематория лагеря Мартином Ротом отправился в сторону Зальцбурга и сумел скрыться. 28 февраля 1946 года был арестован в Верхней Австрии. Впоследствии Шпаценеггеру было предъявлено обвинение американским военным трибуналом на процессе по делу о преступлениях в концлагере Маутхаузен. 13 мая 1946 года был приговорён к смертной казни через повешение. 27 мая 1947 года приговор был приведён в исполнение. Последними словами Шпаценеггера были: «Я не военный преступник. Да здравствует Германия! Прощайте, господин пастор.»